# Anchoa hepsetus
Anchoa hepsetus is een straalvinnige vis uit de familie van de ansjovissen (Engraulidae) en de orde van de haringachtigen (Clupeiformes). De vis kan een lengte bereiken van 15 centimeter.

## Leefomgeving
De soort komt in zeewater en brak water voor. De soort komt voor tot 70 meter diep in tropische en subtropische wateren in het westen van de Atlantische Oceaan.

## Relatie tot de mens
Er wordt niet veel op de soort gevist. Ze wordt wel gebruikt als aas voor het vangen van andere vissen.